# 馬圖林
馬圖林（西班牙語：Maturín）是委內瑞拉的城市，也是莫納加斯州的首府，位於該國東北部，距離首都卡拉卡斯520公里，始建於1760年城市創建者修士Lucas de Zaragoza ，面積13,352平方公里，海拔高度67米，2010年人口593,333。
馬圖林是委內瑞拉東部的重要城市之一，該城是委內瑞拉石油工業儀器勘探開發中心，也是一個繁忙的區域交通樞紐，連接了東北海岸到奧里諾科河三角洲和大萨瓦纳。

## 外部連結
- (Spanish)
- [] (Spanish)
- (Spanish)